# Place des Vosges (Épinal)
Pour les articles homonymes, voir Place des Vosges (homonymie).
La place des Vosges est une place centrale de la ville d’Épinal, préfecture du département des Vosges dans la région historique et culturelle de Lorraine. 
Formant un rectangle et comptant de nombreux commerces, terrasses avec arcades ainsi qu'un nombre important de maisons monuments historiques, la place est le cœur historique de la cité spinalienne. 

## Situation et accès
La place des Vosges se trouve sur la rive droite de la Moselle, proche de l'hôtel de ville et du palais de justice, du marché, du théâtre, de la basilique Saint-Maurice, de la préfecture, du Conseil général, mais aussi de nombreux restaurants, du cinéma ou encore de la bibliothèque. 
Elle est accessible en passant par la rue du 170e Régiment d'Infanterie, rue Frédéric Chopin, rue du Général Leclerc, rue Saint-Goery, rue de la Basilique, rue des Halles et rue du Palais-de-Justice.

## Historique

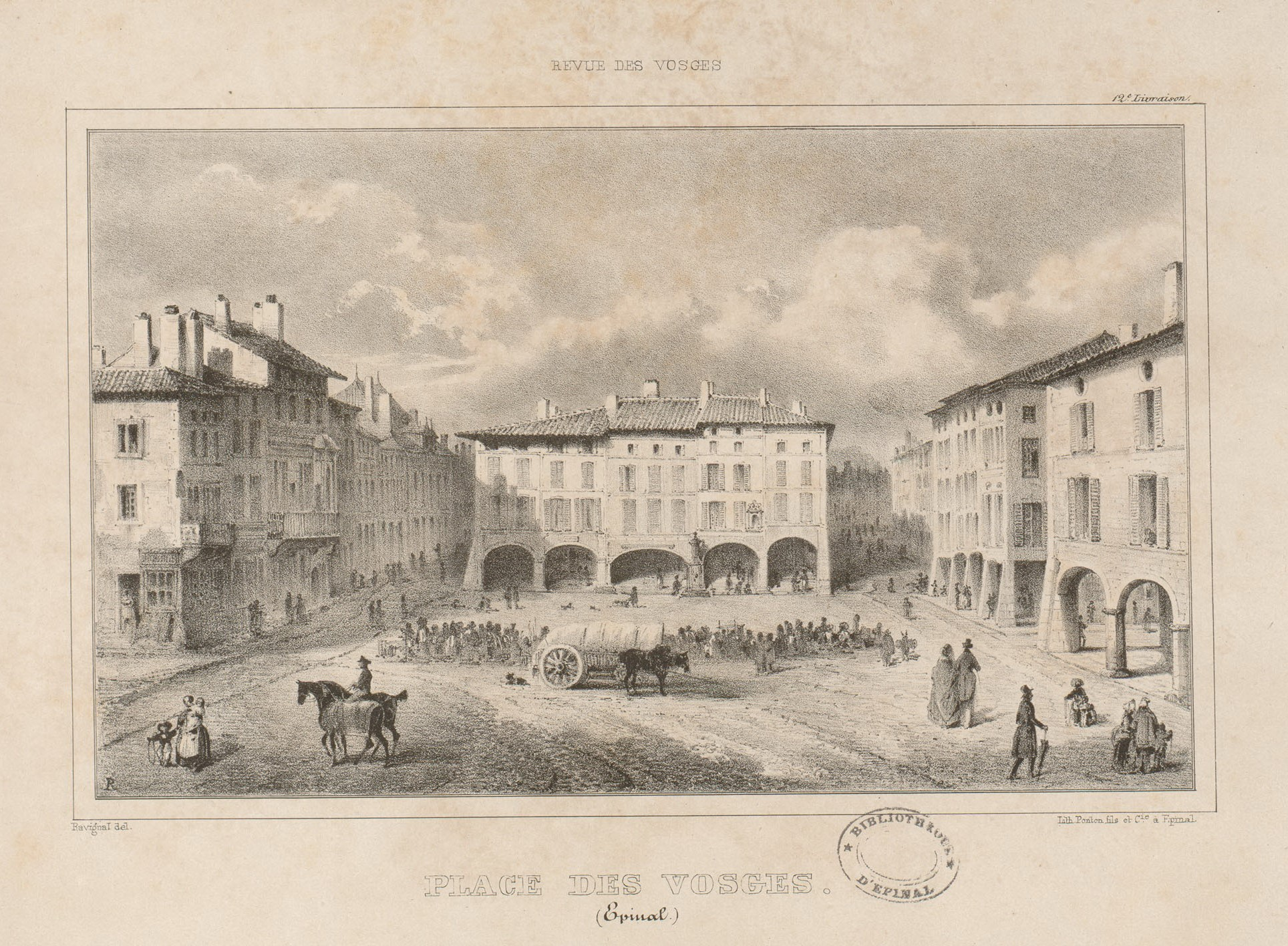
Place des Vosges, 1841, par Charles Pensée.

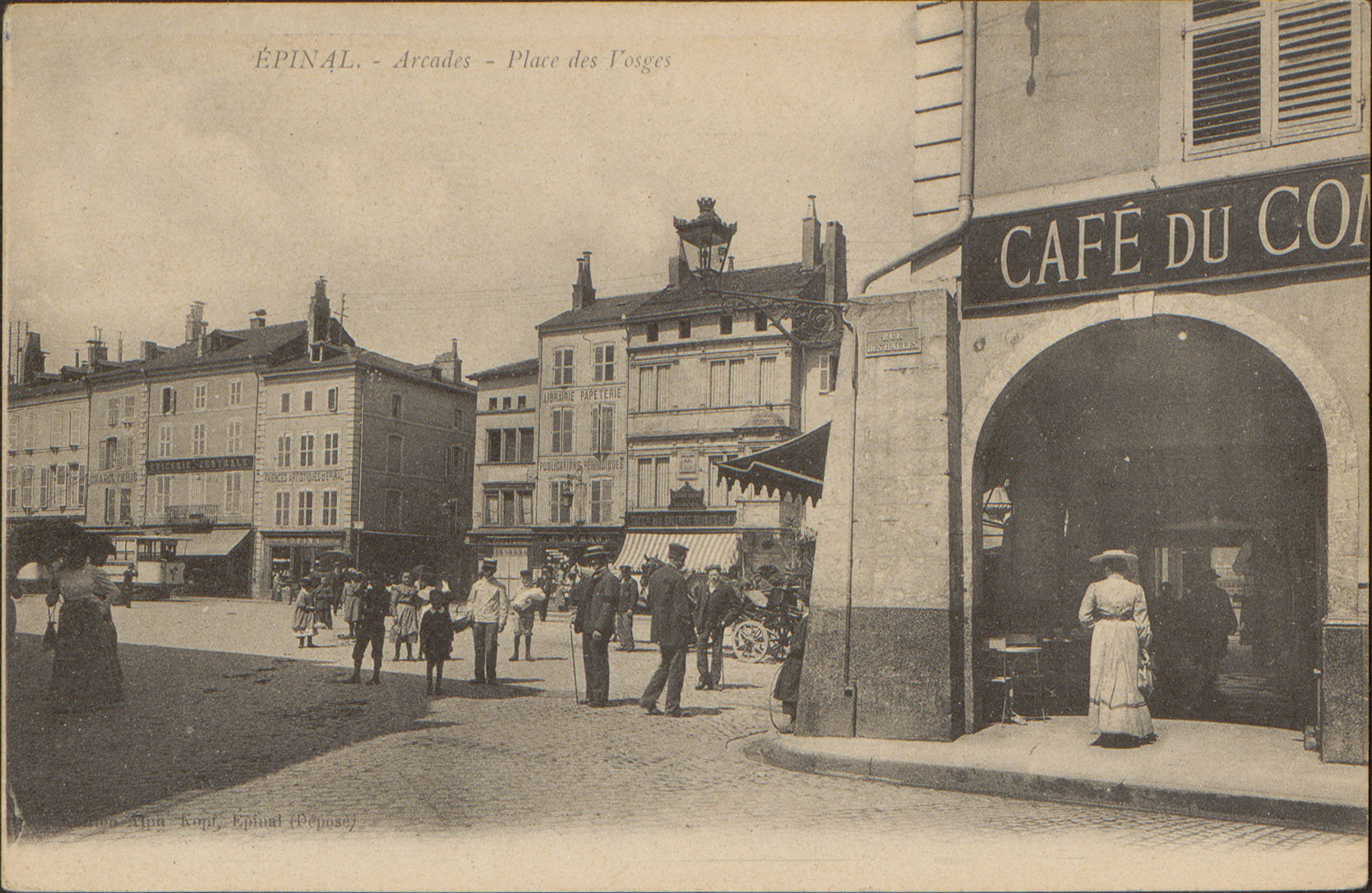
Place de Vosges
(carte postale Adolphe Weick).

Un sondage archéologique a permis de révéler l'importance du lieu durant la période moyenâgeuse. Cet endroit était alors occupé de manière permanente dès le XIIIe siècle, permettant de régler les affaires des bourgeois, banquiers et commerçants.
Autrefois appelée « place Pairon » ou « place Poiron », ce nom vient soit de poirier ou fait référence à perron, pilori du fait de la présence lointaine de celui-ci au milieu de la place.
La fontaine du Poiron qui se situait au centre de la place, a été entourée d'une grille et fut placée au dessus d'elle une statue équestre de saint Maurice. La fontaine actuelle est celle remplacée en 1774 avec de la pierre de Ville-sur-Illon.
Elle prit ensuite le nom de « place de la République » de 1793 à 1848 pour enfin devenir « place des Vosges ». 
Du 17 février 1906 au 1er août 1914, le tramway d’Épinal avait deux lignes, dont celle de Gare – Poissompré qui passait et desservait la Place des Vosges pour 15 centimes.

## Bâtiments remarquables et lieux de mémoire
L'architecture dominante est de type Renaissance, bien qu'il existe des ouvrages de l'Art nouveau.
20 monuments ont une inscription au titres des monuments historiques, dont la maison du Bailli, qui constitue ainsi le monument le plus ancien de la place. Celui qui abrite la pharmacie a été construit en 1904 et témoigne de l'influence de l'art nouveau dans son architecture.